# Luigi Grassia
Luigi Grassia (Novara, 1960) è un giornalista e scrittore italiano.
Per La Stampa (dove è caporedattore centrale) ha firmato reportage da 121 Paesi dei cinque continenti e negli anni ha intervistato personalità come Henry Kissinger, il segretario dell’Onu Kofi Annan, lo storico Arthur Schlesinger, il principe dei giornalisti italiani Indro Montanelli e i Premi Nobel dell’Economia Amartya Sen (India) e Paul Krugman (Stati Uniti). Ha pubblicato 12 libri, fra cui un’autobiografia professionale ironica - con prefazione di Massimo Gramellini.
Reportage da 121 Paesi
Fra i suoi reportage si segnalano quelli sui Sioux del South Dakota, sui lanci spaziali da Cape Canaveral e da Kourou in Guyana, sul guru dei Beatles sulle pendici dell’Himalaya, sulla Somalia in guerra, sulla star della musica reggae Alborosie nella sua casa in Giamaica, e su una comunità di Confederati fuggiti in Brasile dopo la guerra di Secessione. Da inviato è sceso in elicottero su varie piattaforme petrolifere dall’Egitto al Congo e in elicottero ha sorvolato il Canale di Panama dall'Atlantico al Pacifico. Ha fatto reportage su super-dighe dall’Etiopia al Tagikistan, su centrali elettriche dal Messico alla Russia, e sul mega-ponte fra Hong Kong e Macao. Ha visitato le zone vinicole dell'Argentina, i templi buddhisti dell'Indonesia e i luoghi della letteratura norrena in Islanda. Ha coperto per anni i meeting della Iata (la federazione mondiale delle compagnie aeree) dalla Cina al Giappone e dal Canada al Sud Africa, e ha seguito varie assemblee della famosa - o famigerata - Trilateral Commission, assistendo una volta (di straforo) anche alla sessione dei lavori vietata agli estranei. Ha intervistato una disegnatrice satirica che pubblica sorprendenti vignette femministe sui principali giornali politici dell’Arabia Saudita. Grassia ha avuto il privilegio di un colloquio con la principessa Victoria di Svezia, e in un'altra occasione con la grande Sophia Loren, e ha avuto l'opportunità di parlare di calcio con Michel Platini e Arrigo Sacchi, e di cucina con lo chef a 7 stelle Bruno Barbieri. Ha vissuto alcune esperienze borderline, sempre trasfuse in articoli o in capitoli di libri: ha volato in mongolfiera (ed è precipitato) sul Deserto Rosso dell’Australia, ha nuotato (senza gabbia) in mezzo agli squali alle Bahamas, ha avuto incontri ravvicinati con le balene che saltano fuori dall'acqua in Madagascar, ha viaggiato in airboat (i tipici motoscafi veloci col "ventilatore") nelle paludi e fra gli alligatori delle Everglades in Florida, e ha fatto il cowboy in Arizona. È cittadino onorario del Texas.
La Stampa e le riviste
Ha pubblicato quasi 14.000 articoli su La Stampa e sui vari supplementi del quotidiano, da TuttoLibri a TuttoScienze e a Specchio; in aggiunta, scrive (o ha scritto in passato) di storia, cultura, scienza, eventi internazionali e viaggi su varie riviste, fra cui Focus Storia, Airone, GeoTrade, Il Calendario del Popolo (quand'era diretto dallo storico Franco Della Peruta), Gioia, ShipMag, American West, Charme Magazine e Nova Historica. Da uno dei suoi libri (su Giacomo Costantino Beltrami, esploratore italiano fra i Sioux alle sorgenti del Mississippi) Rai International ha tratto uno sceneggiato radiofonico in dieci puntate. Luigi Grassia ha fatto parte della giuria del premio letterario "I Murazzi" per la sessione della poesia femminile. Oltre che per la storia, la politica internazionale e i viaggi, coltiva da giornalista una passione per l’astronomia e la cosmologia. Il suo libro Quell'osso di babbuino lanciato nell'Universo si è classificato al secondo posto nella lista dei migliori libri scientifici del 2024, sezione Scienze matematiche, fisiche e naturali, stilata dal Premio nazionale di divulgazione scientifica Giancarlo Dosi, patrocinato dal Cnr. 
I suoi libri:
Sulle tracce di Mark Twain, Il Minotauro 1999
Un italiano fra Napoleone e i Sioux, Il Minotauro 2002
Sulle tracce di Cavallo Pazzo, Daniela Piazza 2007
Sioux, cowboy e corsari. L’America degli “altri” italiani, Cda Vivalda 2008
In mongolfiera contro un albero. Vita vera del giornalista della porta accanto, De Agostini 2013 (autobiografia professionale ironica, con prefazione di Massimo Gramellini)
Balla coi Sioux. Beltrami, un italiano alle sorgenti del Mississippi, Mimesis 2017
Gli italiani alla conquista del West. Tex Willer in tricolore: una storia di uomini (ma anche di donne), Mimesis 2018 (tradotto e pubblicato anche in Brasile)
Savoia corsari e re del Madagascar. Dieci scoop dagli archivi della dinastia, Mimesis 2020
Arcana imperii. Guerra fredda e geopolitica: George Kennan da Stalin a Puntin, Mimesis 2020 (con prefazione di Domenico Quirico)
Quell'osso di  babbuino lanciato nell'Universo. Una storia per aneddoti di come abbiamo scoperto il Cosmo, Mimesis 2024 (questo volume si è classificato al secondo posto nella lista dei migliori libri scientifici del 2024, sezione Scienze matematiche, fisiche e naturali, stilata dal Premio nazionale di divulgazione scientifica Giancarlo Dosi, patrocinato dal Cnr)
I Savoia segreti. Fra stregoneria, avvelenamenti e corsari del Madagascar, Capricorno 2025 (che è stato anche venduto nelle edicole assieme a La Stampa)
Corruzione: e se un po' servisse? I suoi apologeti da Cicerone a Hamilton (passando per Cavour, Giolitti, Mattei e Craxi), Mimesis 2025, con prefazione di Giuseppe De Rita
| Controllo di autorità | SBN VIAV104245 |